# ماريون غيو
ماريون غيو (بالفرنسية: Marion Guillou)‏ (و. 1954  م) هي عالمة زراعة، وباحثة فرنسية، ولدت في مارسيليا.

## مناصب
تولت منصب رئيس-مدير عام، Institut national de la recherche agronomique ‏ (2004–2012)
.

## التعليم
تعلمت في جامعة نانت، وتحصلت منها على شهادة الدكتوراه الوطنية (حتى 1989)، وتعلمت في المدرسة المتعددة التكنولوجية، وتعلمت في Lycée Thiers ‏
.

## جوائز
حصلت على جوائز منها:
- نيشان الاستحقاق الوطني من رتبة قائد (2 مايو 2012)[9]
- نيشان الاستحقاق الوطني من رتبة ضابط (6 يونيو 2004)[10]